# جيمس ديفيدسون
جيمس ديفيدسون هو سياسي كندي، ولد في 1 نوفمبر 1856، وتوفي في 6 أكتوبر 1913 بأوتاوا في كندا. انتخب عمدة أوتاوا ‏ (1901 – 1901).